# Cattedrale di San Giovanni Battista (Fira)
La cattedrale di San Giovanni Battista (in greco καθεδρικός ναός του Άγιου Ιωάννη τον Βαπτιστή?) si trova a Fira, in Grecia, ed è la cattedrale della diocesi di Santorini.
La cattedrale è situata nel centro della città, nel quartiere cattolico. La chiesa è stata costruita nel 1823 e completamente restaurata e ricostruita nel 1970, dopo il terremoto del 1956. L'edificio è in stile barocco ed i colori sono combinati grigio-azzurro e crema.